# Beit Fajjar
Beit Fajjar (àrab: بيت فجّار, Bayt Fajjār) és un municipi palestí en la governació de Betlem al centre de Cisjordània, situat 8 kilòmetres al sud de Betlem. Segons l'Oficina Central d'Estadístiques de Palestina (PCBS), tenia 13.849 habitants en 2016.

## Història
Es creu que Beit Fajjar havia estat una zona de campaments durant el califat d'Úmar ibn al-Khattab.

### Època otomana
Edward Robinson va assenyalar la vila en els seus viatges a la zona el 1838.
Segons Kark i Oren-Nordheim, Beit Fajjar era majoritàriament camp agrícola fins al segle xix, quan es va transformar gradualment en un assentament urbà. Els residents eren descendents d'una família seminòmada dels Hauran. Les terres pertanyien anteriorment al poble de Buraikut. Segons els vilatans, provenien de Betlem i es van establir a Beit Fajjar el 1784.
L'explorador francès Victor Guérin va visitar el poble el 1863, i el va descriure com un llogaret al cim d'un turó, amb prop de 400 persones. Els vilatans encara enterraven els seus morts en tombes tallades en roca, per sota del llogaret. Una llista de viles otomanes de 1870 indicava 27 cases i una població de 81, encara que la població només comptava els homes.
En 1883 el Survey of Western Palestine del Fons per a l'Exploració de Palestina descrivia Beit Fejjar com una «petita vila de pedra molt elevada en una cresta. Es subministra pels brolladors de Wady el Arrub.»
En 1896 la població de Bet faddscar era estimada en 624 persones.

### Època del Mandat Britànic
La gran altura del lloc era el punt més alt de la zona i més tard la ciutat es va expandir cap a altres turons. Durant el Mandat Britànic de Palestina durant els anys 1920-1940, Beit Fajjar es va utilitzar com a punt d'observació de l'àrea de Betlem-Hebron.
En el cens de Palestina de 1922, organitzat per les autoritats del Mandat Britànic, Bait Fajjar tenia 766 musulmans. En el cens de 1931 la població de Beit Fajjar era comptada amb la d'Umm Salamuna, Marah Ma'alla i Marah Rabah i sumava un total de 1.043 musulmans en 258 cases.
En 1945 la població de Beit Fajjar era de 1.480 musulmans, que posseïen 17,292 dúnams de terra segons una enquesta oficial de terra i població. 2,572 dúnams eren plantacions i regadiu, 2,633 per a cereals, mentre 87 dúnams eren sòl edificat.

### Després de 1948
En la vespra de guerra araboisraeliana de 1948, i després dels acords d'armistici araboisraelians de 1949, Beit Fajjar fou ocupada pel regne haixemita de Jordània. Després de la Guerra dels Sis Dies de 1967 va romandre sota l'ocupació israeliana. Segons el cens de 1967 la població era de 2.474 persones.
L'antic cap del consell local de Beit Fajjar, Saber Mohammed Abdul Latif, testificà als representants de les Nacions Unides que després de la seva detenció l'1 de novembre de 1969, com s'havia assetjat Beit Fajjar durant uns quatre mesos, no s'havia permès cap aigua i s'han enderrocat unes 70 cases. Abdul Latif va ser deportat el 28 d'agost de 1970. Nibal Thawabteh va ser la primera dona escollida al consell de vila de Beit Fajjar Village Council, en el que hi va servir set anys.
El 4 d'octubre de 2010, una mesquita de Beit Fajjar va ser atacada per incendiaris, que va desarmar les catifes i les va encendre amb querosè aproximadament a les 3 hores a l'hora local. Els atacants van deixar una "Estrella de David i les paraules 'Responsabilitat compartida' per sobre de la porta; el lema està associat amb militants colons israelians, que els residents palestins van acusar de la responsabilitat de l'atac. Gush Etzion està a prop del poble. Després de l'atac, una delegació de rabins dels assentaments jueus adjacents propers i els líders de Beit Fajjar i la seguretat de l'Autoritat Palestiona i van visitar la mesquita en solidaritat, tot condemnant l'atac incendiari. El 30 d'octubre de 2015, el ministeri de salut de l'Autoritat Nacional Palestina va informar que un nen de 8 mesos de Beit Fajjar havia mort després d'inhalar gas lacrimogen disparat per les Forces de Defensa d'Israel.